# 곤도 준
곤도 준(일본어: 近藤 淳, 1930년 2월 6일~2022년 3월 11일)은 일본의 물리학자(물성 물리학)이다.
상훈 등급은 문화 훈장이다. 학위는 이학박사( 도쿄대학, 1959년 )를 받았다. 일본 동방대학 명예교수, 국립연구개발법인 산업기술종합연구소 명예 펠로, 일본학사원 회원, 문화공로자이다.

### 출생
1930년 2월 6 일, 도쿄부 (현재의 도쿄도 ) 출신이다. 1954년 도쿄대학 이학부 물리학과를 졸업하고 1959년 이학박사 (도쿄대학) 학위를 받았다.

### 물리학자
니혼대학 이공학부 조수, 도쿄대학 물성연구소 조수를 거쳐, 통상산업성 공업기술원의 전기 시험소/전자 기술 종합 연구소(현 독립행정법인 산업기술 종합연구소)에서 재직하였다. 1990년 동방대학 이학부 교수가 되었고, 1995년 동방대을 퇴직하였고, 2013년 산업기술종합연구소 명예 펠로가 되었다.
1964년에 '희박 자성 합금의 전기 저항 최소 현상'을 이론적으로 설명했다( 콘도 효과 ). 1997년, 일본학사원 회원으로 선임되었다.
2022년 3월 11일, 흡인성 폐렴으로 도쿄도 스기나미구의 고령자 시설에서 92세로 사망하였다.

## 수상 이력
- 1968년 니시나 기념상(仁科記念賞)
- 1973년 일본학사원상· 은사상[3]
- 1979년 아사히상[10]
- 1984년 후지와라상

## 영예
- 2003년 문화공로자[3]
- 2020년 문화훈장[11][12]

## 저서

### 단독
- 山内恭彦、菊池正士、小谷正雄 編, 편집. (1983년 11월). 《金属電子論―磁性合金を中心として》. 物理学選書. 裳華房. ISBN 4-7853-2317-5.
  - 山内恭彦、菊池正士、小谷正雄 編, 편집. (2001년 8월). 《金属電子論: 磁性合金を中心として》. 物理学選書 第7版판. 裳華房. 
  - 《The physics of dilute magnetic alloys》 [金属電子論: 磁性合金を中心として] (영어). Cambridge University Press. 2012. ISBN 9781107024182.
- 《力学》. 小出昭一郎、阿部竜蔵（監修）. 裳華房. 1993년 10월. ISBN 4-7853-2054-0.
  - 《力学》. 基礎演習シリーズ. 裳華房. 1993년 10월 30일. ISBN 4785381167.
- 《金属電子の特異な振舞: フェルミ面効果》. Publication. 仁科記念財団. 1995년 2월.

### 편저
- Kondo, J.; Yoshimori, A., 편집. (1988). 《Fermi surface effects : proceedings of the Tsukuba Institute, Tsukuba Science City, Japan, August 27-29, 1987》. Springer series in solid-state sciences (영어) 77. Springer-Verlag. ISBN 0387191046.

### 강의록
- 仁科記念財団編, 편집. (2006년 11월). 〈金属電子の特異な振舞〉. 《現代物理学の創造: 仁科記念講演録集》 第3巻. シュプリンガー・ジャパン. ISBN 4-431-71223-2.

## 같이 보기
- 곤도 효과
- 곤도절연체(영어판)
- 곤도모형(영어판)